# Жилибулак (Жуалинський район)
Жилибула́к (каз. Жылыбұлақ) — село у складі Жуалинського району Жамбильської області Казахстану. Входить до складу Білікольського сільського округу.
Населення — 275 осіб (2021; 301 у 2009, 286 у 1999, 291 у 1989).